# Rufino José Cuervo
Rufino José Cuervo  Urisarri (Bogotá, 19 de septiembre de 1844-París, 17 de julio de 1911) fue un filólogo, lexicógrafo, humanista y erudito colombiano. 
Fue el iniciador del  Diccionario de construcción y régimen de la lengua castellana, un estudio lexicográfico de grandes proporciones, que sigue exhaustivamente el origen y la modificación del significado de las palabras del idioma español.

## Biografía
Los padres de Rufino José fueron María Francisca Urisarri Tordecillas y el Dr. Rufino Cuervo Barreto, hijo de criollos de primera generación, mercader de poco éxito, burócrata, político, abogado, periodista y vicepresidente de la República durante el mandato del general Tomás Cipriano de Mosquera. Rufino José fue el último de siete hermanos, tres de los cuales murieron en la niñez y juventud. Fue bautizado por el arzobispo de Bogotá, Manuel José Mosquera, amigo de su padre. 
Su infancia transcurrió en la casa paterna, ubicada en el barrio La Catedral localizado en la actual localidad de La Candelaria, donde tradicionalmente vivían las familias más distinguidas de la capital; allí recibió, directamente de su padre, las primeras enseñanzas, debido al caos en que se encontraba la educación después de la expulsión de los jesuitas en 1850. 
Su enorme capacidad de asimilación y observación permitió que los preceptos y normas aprendidos de su padre y captados en la tradición familiar fueran moldeando su espíritu; por otra parte, los elementos de geografía y gramática que recibió durante su primera educación fueron decisivos en el desarrollo de sus posteriores estudios sobre la lengua.

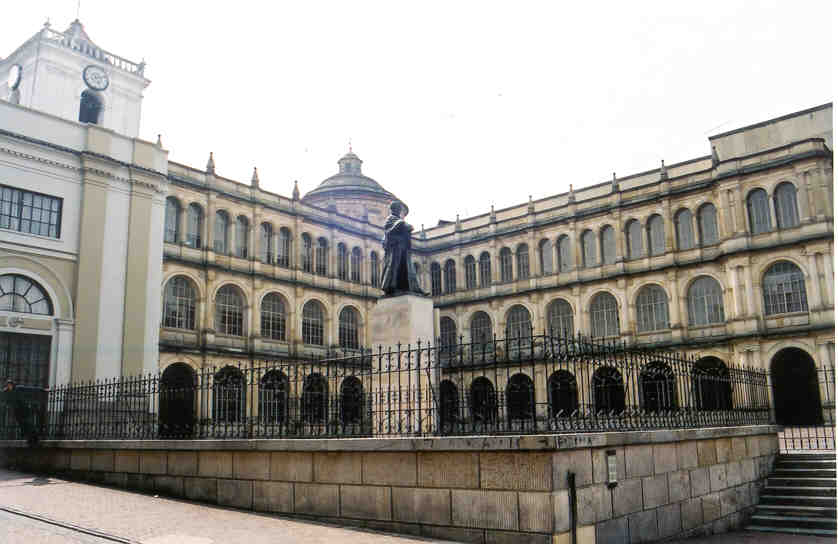
Fachada del Colegio Mayor de San Bartolomé (Bogotá), a donde Rufino José Cuervo ingresó para estudiar Lógica en 1861.

Muerto su padre en 1853, Cuervo ingresó al Liceo de Familia, dirigido por su hermano mayor Antonio Basilio, donde enseñaban profesores como Pedro Fernández Madrid, el expresidente José Ignacio de Márquez, quien —viendo la disposición para los idiomas de Cuervo y Miguel Antonio Caro— los separó de los demás alumnos, para darles lecciones especiales de latín y castellano. En 1860 Cuervo estudió con don Santiago Pérez, quien introdujo las enseñanzas gramaticales de Andrés Bello en Colombia. En 1861 ingresó al Colegio Mayor de San Bartolomé para estudiar lógica, pero su permanencia allí fue corta, puesto que la comunidad jesuita fue nuevamente expulsada del país. A causa de la inestabilidad política y social imperante en Colombia, la educación intelectual de Cuervo no pudo ser continua, coherente y metódica; con todos los claustros clausurados en 1861, su educación llegó a un fin prematuro cuando tenía 17 años. Los siguientes seis años constituyen un período de silencio en su vida, pero se presume su dedicación al estudio solitario y perseverante de las disciplinas lingüísticas.

### Primeras obras

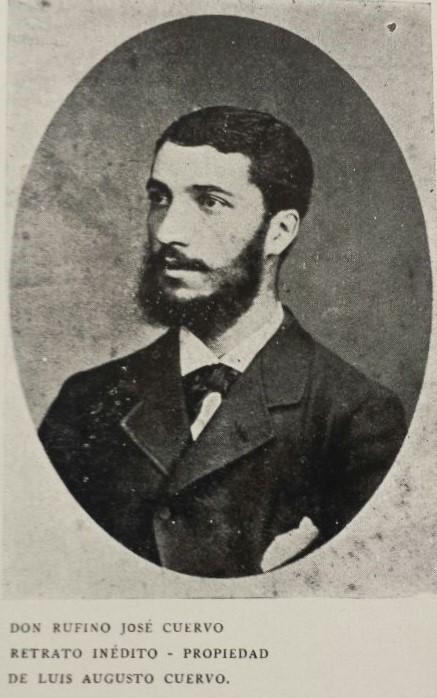
Retrato de Rufino José Cuervo joven. Tomado de la Revista Santafé y Bogotá.

Para aliviar la mala situación económica por la que atravesaba su familia, Cuervo se dedicó, por un corto tiempo, a la enseñanza. Fue catedrático de latín en el Colegio del Rosario, entre 1867 y 1868, y en el Seminario Conciliar de Bogotá enseñó latín y griego en 1868; en 1870 se dedicó a la latinidad, y dejó la enseñanza. 
En estos años escribió, junto a Miguel Antonio Caro, el texto original de la Gramática de la lengua latina para el uso de los que hablan castellano, en la que aparecen los resultados de las investigaciones llevadas a cabo hasta entonces por los filólogos más destacados de la época; por medio de la comparación entre las modalidades del castellano y el latín, y el uso continuo de ejemplos tomados de los escritores más notables, la Gramática latina de Caro y Cuervo sienta las bases de la moderna lingüística, empleando un método que se adelanta a los mejores de hoy. 
Según Fernando Antonio Martínez, este trabajo fue considerado por la Real Academia Española una obra magistral y la mejor de su género escrita en castellano. Caro y Cuervo, las dos figuras más notables de la filología, aparecen aquí unidas en el plan pero distanciadas en el desarrollo. Según Martínez, la analogía, parte que correspondía tratar a Cuervo, fue considerada como un análisis sagaz; la sintaxis, tratada por Caro, una síntesis completa. Así, la Gramática latina revela el trabajo conjunto de un erudito de la lengua y un filósofo del idioma. Como la situación económica empeoraba, Cuervo dejó la enseñanza para dedicarse a trabajar en la fábrica de cerveza que había fundado su hermano Ángel en 1868. 
Según Fernando A. Martínez, Cuervo vivía yendo por fondas y tabernas aguardando y volviendo. Sin embargo, durante estos años Cuervo continuó con su formación filológica, y se sospecha que fue en esos ires y venires por tabernas y fondas, donde recopiló las particularidades del lenguaje bogotano. Estudioso de los avances del comparatismo lingüístico europeo y del movimiento científico y bibliográfico que venía operándose dentro del campo de la filología, su preparación intelectual estaba ya casi completa.
A medida que avanzaba en sus lecturas, Cuervo hacía adelantos rápidos y seguros, como sus Apuntaciones críticas sobre el lenguaje bogotano (1867-1872), la Muestra de un diccionario de la lengua castellana (1872) y los Estudios filológicos. Cuando Cuervo publicó en 1872 la Muestra, su argumentación lingüística era tan amplia que abarcaba varios troncos idiomáticos: armenio, celta, danés, flamenco, griego, latín, lituano, ruso, sueco y sánscrito, y dentro de las lenguas románicas: francés, italiano, portugués y provenzal, contando con el español, de cuya repartición dialectal daba información. Remitía también al euskera, y en el campo de las lenguas semíticas, al árabe y al hebreo. Fernando A. Martínez dice: Si Cuervo hubiera proseguido por el campo acotado del comparatismo, hubiera podido ser uno de los primeros indoeuropeos del siglo XIX. Paralelamente, Cuervo se esforzaba por mantener un círculo de relaciones sociales en el que se destacan las figuras de Venancio González Manrique, su colaborador en la Muestra, el doctor Ezequiel Uricochea, quien lo mantenía al corriente de las noticias literarias y científicas europeas, y, especialmente, Miguel Antonio Caro. 
Ingresó en la Real Academia Española el 5 de noviembre de 1878 como miembro honorario y correspondiente de Colombia. Fue miembro honorario y correspondiente de la Academia Mexicana de la Lengua.

#### Apuntaciones críticas sobre el lenguaje bogotano
Su más conocido libro de esta época, las Apuntaciones críticas sobre el lenguaje bogotano (1867-1872), constituye una continua corrección de impropiedades del lenguaje, de voces mal formadas, de palabras con acentos errados y de giros defectuosos. En sus palabras: 

Es el bien hablar una de las más claras señales de la gente culta y bien nacida, y condición indispensable de cuantos aspiren a utilizar en pro de sus semejantes, por medio de la palabra o de la escritura, los talentos con que la naturaleza los ha favorecido: de ahí el empeño con que se recomienda el estudio de la gramática.

El trabajo se proponía señalar "digámoslo así, con el dedo, las incorrecciones a que más frecuentemente nos deslizamos al hablar y al escribir, y, según el historiador Malcolm Deas, esto se procuraba para aquellos que no disponen del tiempo ni de los elementos para realizar estudios profundos. Es una corrección, dice Nicolás Bayona Posada, encaminada a hacer patria, pues la patria es la lengua. Las correcciones de Cuervo se hallan fundamentadas en un sinnúmero de citas de los clásicos, etimologías y referencias a otras lenguas. Cuervo aceptaba una irremediable ruptura de la comunidad lingüística hispánica, debido a la existencia de usos divergentes en el lenguaje, unida a su concepción naturalista de este.

Cuando varios pueblos gozan del beneficio de un idioma común, propender a la uniformidad de éste es avigorar sus simpatías y relaciones, hacerlos uno solo. De modo pues que, dejando aparte a los que trabajan por conservar la unidad religiosa, aspiración más elevada a formar de todas las razas y lenguas un solo redil con un solo Pastor, nadie hace tanto por el hermanamiento de las naciones hispano-americanas, como los fomentadores de aquellos estudios que tienden a conservar la pureza de su idioma, destruyendo las barreras que las diferencias dialécticas oponen al comercio de las ideas.

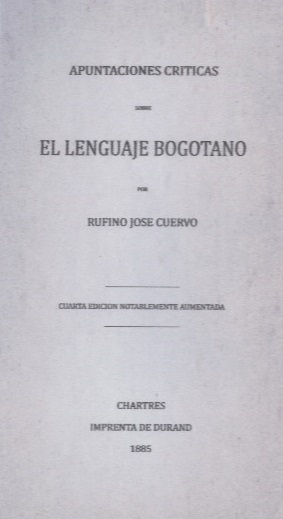
Portada del libro Apuntaciones críticas sobre el lenguaje bogotano (Chartres, Imprenta de Durand; 1885).

Bayona Posada dice que la obra tiene un solo defecto: su modesto título. Lo que llama "apuntaciones", son estudios que no pueden contener mayor ciencia y más certero análisis; además, casi la totalidad de lo que se censura a los bogotanos, puede aplicarse a los americanos en general, y aun a los mismos españoles. El libro llamó la atención de los lingüistas y se extendió rápidamente por los países de habla castellana. Las Apuntaciones convirtieron a Cuervo en una de las mayores autoridades de la lengua. 
En las Apuntaciones, Cuervo establece datos provenientes de la historia que son susceptibles de ilustrar o confirmar la evolución fonética o el desarrollo semántico de la palabra. Sin embargo, la obra en la que aparecen los principios históricos aplicados con más clara conciencia es el Diccionario de construcción y régimen. En sus textos literarios, Cuervo se vale de la historia, pero recurre además a fuentes lexicográficas y bibliográficas, a las crónicas y a la tradición.
Según Malcolm Deas, "publicado por primera vez en 1872, este libro había alcanzado su cuarta edición en 1885, algo nunca logrado por ningún otro trabajo local de erudición". En sus posteriores ediciones, la obra fue publicada en Francia. De hecho, con el éxito de su cervecería y de las Apuntaciones, los hermanos Cuervo se fueron a vivir a París. Desde allí, Rufino José sostuvo nutrida correspondencia con filólogos y lexicógrafos contemporáneos y comenzó con la escritura del Diccionario de construcción y régimen de la lengua castellana (española).

#### Diccionario de construcción y régimen de la lengua castellana
Cuervo no se encontraba satisfecho con su trabajo filológico. Su meta era elaborar un diccionario que reuniera las etimologías, las autoridades y las comparaciones. Pero consciente de que esta labor le era imposible, puesto que no contaba con los elementos necesarios para un trabajo de tal envergadura, Cuervo decidió sacrificar su ambición y reducirse a lo posible: en lugar de un diccionario general, elaboraría otro, en el cual figuraran solamente las palabras que tuvieran un valor sintáctico importante en la frase. 
Así, en 1872 Cuervo comenzó la lectura de los clásicos, subrayando las palabras notables de cada escrito. El léxico, las construcciones sintácticas de todos y cada uno de los maestros de la lengua, fueron quedando fijados poco a poco en tarjetas. Se dice que el estudio y anotación de Don Quijote de la Mancha le llevó dos años de trabajo; esto muestra la magnitud del análisis a que cada obra era sometida. Marco Fidel Suárez, amigo suyo, le ayudó a elaborar las tarjetas. 
Cuervo trabajó ininterrumpidamente en su obra durante seis años, hasta 1878 cuando suspendió transitoriamente su labor, para ir con su hermano Ángel a Europa en busca de nuevos materiales y tecnologías para la fábrica. Allí visitaron la exposición de París, y estudiaron una que otra fábrica de cerveza, sintiéndose Ángel muy satisfecho del sistema de producción que utilizaba. En el año de estadía, Cuervo aprovechó para establecer contacto con filólogos europeos como Pott, Ribbeck y Teubner y para adquirir las publicaciones de la época. Los hermanos Cuervo regresaron a Bogotá en 1879, pero con la idea de que sólo en París se daban las condiciones necesarias para que Rufino José terminara su obra, ya que allí había encontrado bibliotecas que le ofrecieron las primeras ediciones de las obras y colecciones de manuscritos, y personas eruditas a quienes consultar sin demora.
Tres años después, en 1882, su anhelo de varios años se hizo realidad: los hermanos Cuervo cedieron la cervecería, y viajaron a París, donde se radicaron. Recorrieron toda Europa y luego viajaron hasta Tierra Santa, Egipto y Arabia, estudiando a fondo las lenguas de esos pueblos, estableciendo amistad con sus gramáticos y adquiriendo colecciones de sus literaturas. La vida parisiense de Cuervo se puede asimilar a una existencia de carácter religioso. Iniciaba su trabajo cotidiano al alba, dedicándose especialmente a su principal obra, el Diccionario de construcción y régimen de la lengua castellana
El primer tomo del Diccionario de construcción y régimen de la lengua castellana apareció en 1886, y el segundo, en 1893. En este último, Cuervo se dio a una tarea de ordenación y redacción más sencilla que en el primero. En el Diccionario, Cuervo establece la acepción correcta de cada palabra de acuerdo a un contexto, busca su etimología, justifica el uso de cada palabra utilizando gran cantidad de ejemplos, la analiza sola o como parte de un modismo, anota la variación que haya podido sufrir a través de su uso y del tiempo, establece científicamente sus relaciones con otras palabras, corrige con razones válidas las construcciones erradas, y formula comparaciones entre la respectiva construcción castellana y la de otras lenguas. Aquí un manuscrito de la lista de palabras pertenecientes a la letra C.
Al escoger como campo de trabajo la construcción y el régimen de la lengua castellana, Cuervo abrió el camino a una doble consideración del problema lexicográfico: la selección escrupulosa de un vocabulario restringido, pero pleno de un contenido expresivo, y su redacción y ordenación desde los puntos de vista de la función y el valor sintácticos. Era evidente que si se trataba de construcción y régimen, estas peculiaridades lingüísticas sólo cobraban sentido si se las encuadraba en un ambiente propio: la sintaxis. En el Diccionario Cuervo introdujo una nueva dimensión al problema lexicográfico que se había propuesto resolver: la dimensión histórica, y fue aquí, en el concepto de historia lingüística, donde Cuervo puso a trabajar su capacidad de análisis para advertir y determinar evoluciones semánticas, y contrastar etimologías, formas y variedades sintácticas; donde vertió su experiencia de investigador que recoge los resultados de la lingüística para aplicarlos a un dominio especial de los estudios referentes a la lengua materna.

### Fallecimiento

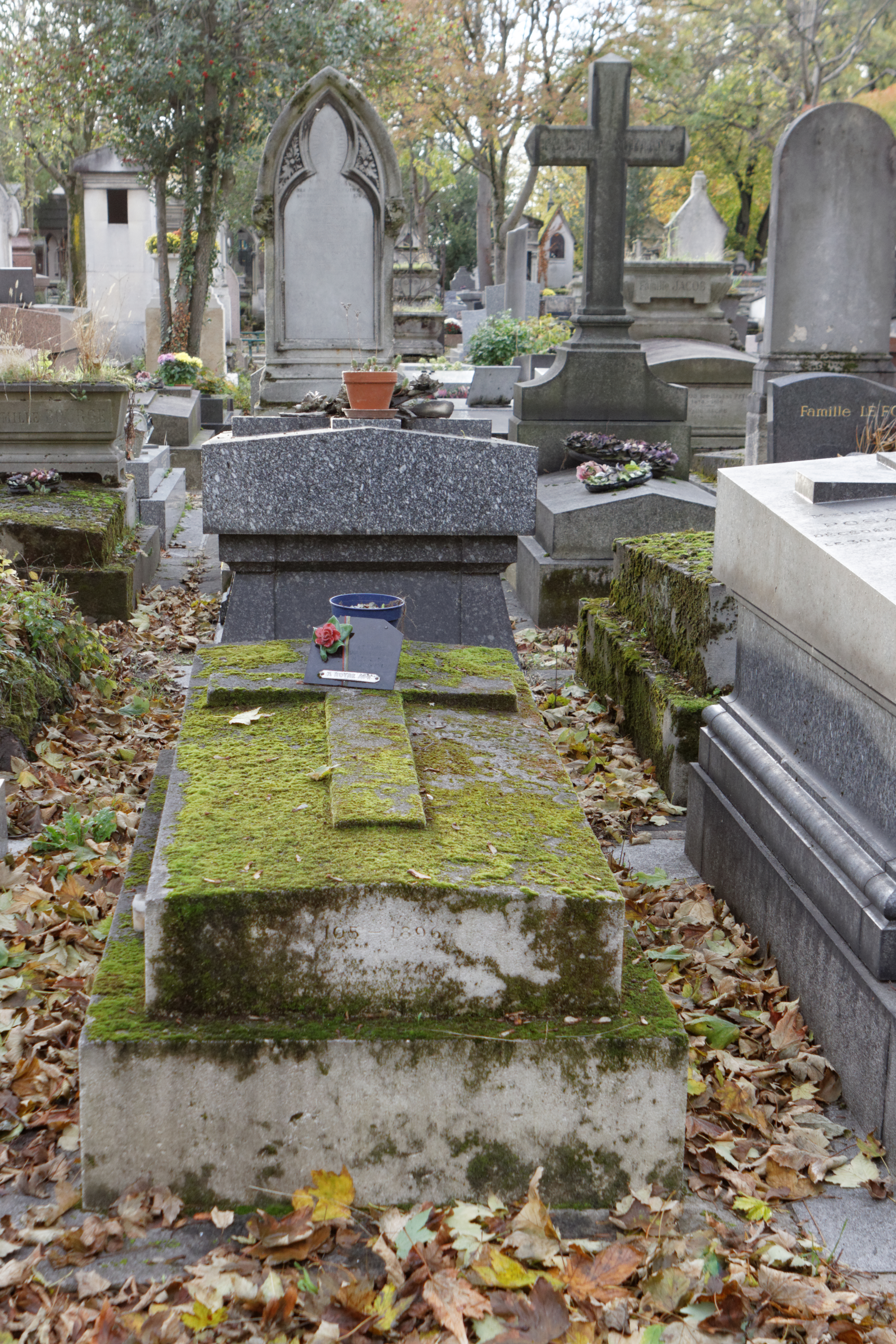
Tumba de Rufino José Cuervo en el cementerio del Père-Lachaise.

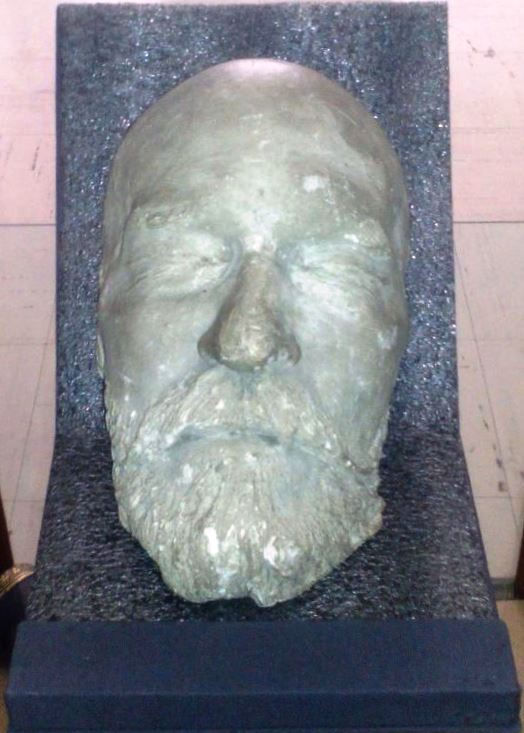
Máscara mortuoria de Rufino José Cuervo legada a la Biblioteca Nacional de Colombia

## Características de su obra

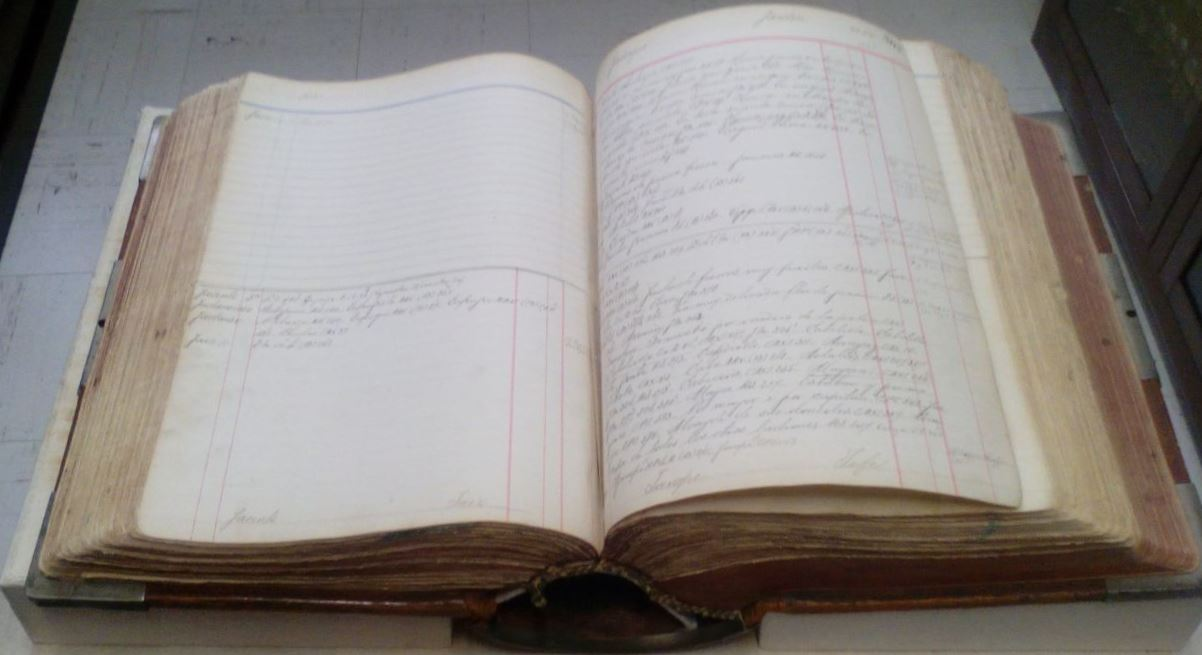
Libro de contabilidad de Marco Fidel Suárez, amanuense de Rufino José Cuervo donado a la Biblioteca Nacional de Colombia. Allí consignaba las entradas para su diccionario.

## Legado

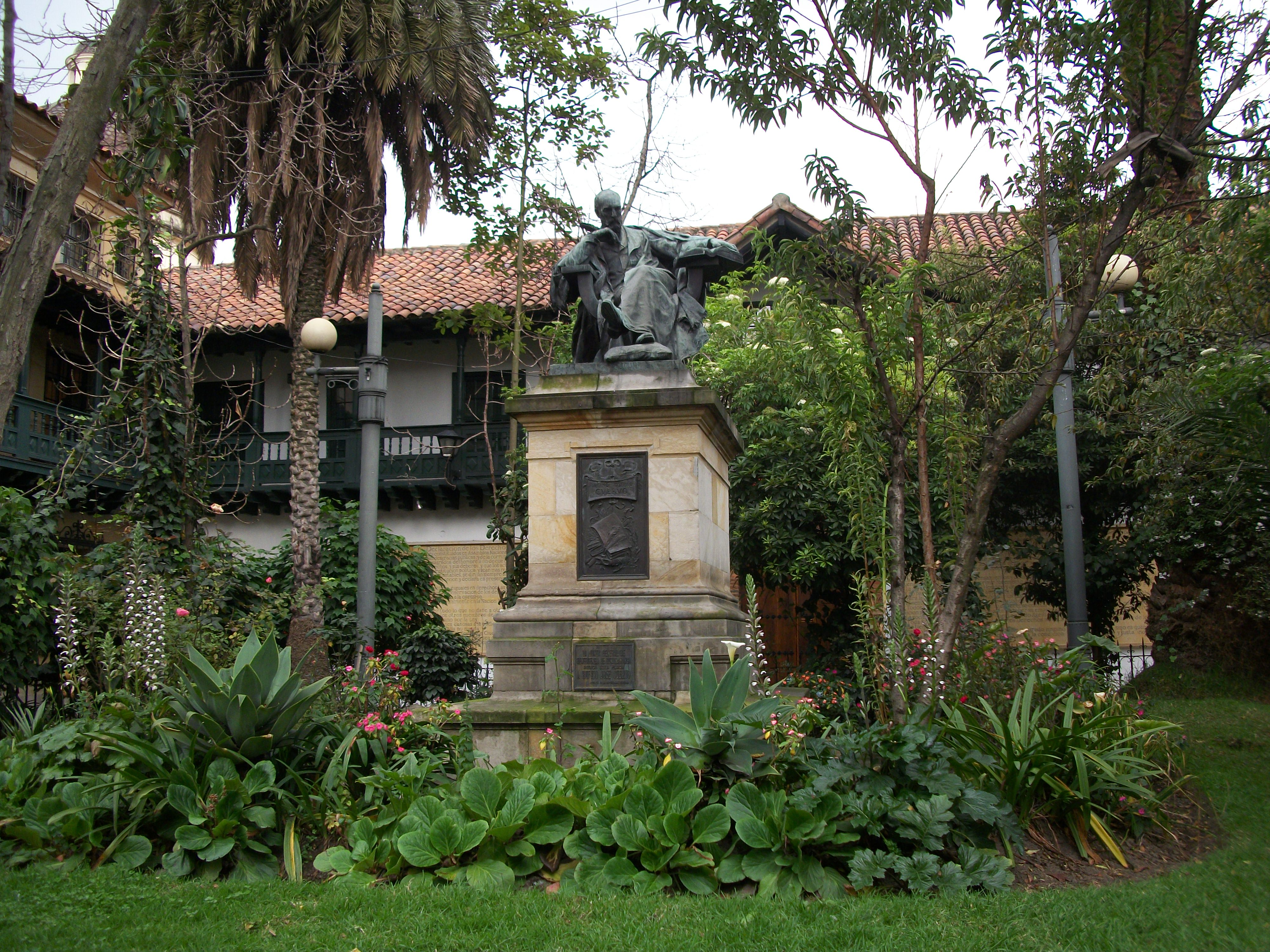
Monumento en honor a Cuervo en la plazuela Rufino Cuervo, el barrio La Candelaria de Bogotá.